# Combustion humaine spontanée
Ne doit pas être confondu avec la Combustion spontanée physique
La combustion humaine spontanée est l'apparition prétendue de flammèches ou de flammes sur des personnes vivantes, ou la réduction de corps en cendres, partielle ou totale, sans cause apparente. D'assez nombreux témoignages, de qualité variable, sont rapportés un peu partout dans le monde depuis le XVIe siècle. Parmi les tentatives d'explications avancées, figure celle d'un « effet de mèche » entrainant la combustion lente des graisses  corporelles.

## Description
Dans le Dictionnaire de médecine usuelle (1849), le docteur Lagasquie donne de la combustion humaine spontanée la définition suivante :
« Accidents rares, mais avérés, dans lesquels, avec ou sans la présence d'une matière quelconque en ignition, le corps humain, plein de vie et de santé, s'enflamme, se brûle partiellement ou se consume en presque totalité. »
On parle de combustion spontanée lorsqu'un être humain brûle « de l'intérieur » sans qu'aucun élément extérieur apparent soit en cause ; l'environnement reste intact ou peu touché, alors que le corps peut finir en cendres. La croyance en la possibilité d'un tel phénomène repose sur deux sortes d'incidents peu fréquents :

### Témoignages
D'une part, des témoignages de gens prétendant avoir vu de leurs propres yeux une personne prendre feu sans raison explicable : le phénomène est typiquement décrit comme très rapide, la personne atteinte semblant entrer en transe, mais le corps n'est pas systématiquement réduit en cendres.
Deux cas récents (années 1950 et années 1980) concernant deux jeunes filles ayant « pris feu » respectivement dans une salle de bal et une discothèque n'ont pas fait disparaître les corps. La première victime serait morte de ses brûlures à l'hôpital et la seconde aurait survécu en gardant quelques traces.
Les témoignages les plus anciens semblent remonter au XVIe siècle, où un certain chevalier Polonus Vorstius aurait pris feu à Milan sous le règne de la duchesse Bona Sforza ; à la même période, on trouve la déposition auprès du Sénat académique de Copenhague du cas d'une personne morte après avoir craché des flammes. Ces témoignages sont difficilement vérifiables : dans les rares cas récents, les sources ne citent pas les noms réels des victimes ni des témoins, ou ne citent aucun nom.

### Découverte de cadavres
D'autre part, la découverte, en dehors de circonstances d'incendie, de cadavres entièrement ou partiellement réduits en cendres, reste partiellement inexplicable. En effet, les incendies produisent généralement des dépouilles calcinées mais non entièrement consumées, et les os nécessitent, pour être entièrement détruits, une température de 1 650 degrés Celsius constante durant un certain temps. L'incinération des dépouilles dans les fours modernes montre qu'il reste toujours quelques fragments d'os, réduits par la suite en poudre pour être mélangés aux cendres. De plus, il arrive souvent que la seule partie centrale du corps soit détruite, les extrémités restant intactes. En outre, la personne est parfois retrouvée dans une position naturelle, couchée dans son lit ou assise sur un fauteuil, donnant l'impression d'une disparition instantanée.
Ces cas exceptionnels, comme celui de la comtesse Cornelia Zangheri Bandi de Cesena, découverte en 1731 réduite en cendres dans sa chambre, exception faite de ses doigts, de ses jambes (gainées de bas) et d'une partie de sa tête, sont également connus des services de police.

## Hypothèses diverses
Dans les cas connus, il a été révélé que les victimes de combustion spontanée étaient souvent des personnes âgées et seules, ou de plus jeunes personnes suicidaires. Nombreux étaient alcooliques. Selon certains, à leur état de santé grandement affaibli s'ajoutaient des facteurs psychologiques (dépression, solitude).
De nombreuses tentatives d’explication de bouleversements physiologiques ont été mises en avant, mais rien n’a dépassé le stade de l'hypothèse. L’un des plus grands spécialistes, un dénommé John E. Heymer (en), ex-enquêteur de police, expliquerait le phénomène par une réaction avec l’hydrogène au niveau des cellules.
Une hypothèse crédible serait que le patient décède de cause naturelle et que sa cigarette enflamme lentement les graisses du corps, par effet de mèche.
Certains se penchent même sur l'hypothèse des mitochondries, organites de la cellule servant à transformer les nutriments des aliments en énergie utilisable par le corps. Une défaillance dans la transformation de l'énergie pourrait résulter en une mini-explosion des mitochondries en question, ce qui entraînerait par le fait même une réaction en chaîne. En éclatant du fait d'un dysfonctionnement, la mitochondrie défaillante entraînerait les autres dans son explosion et, par la proximité très étroite des cellules humaines, l'embrasement de tout le corps, et uniquement le corps, puisqu'une cellule humaine est microscopique. En effet, la série d'explosions n'atteindrait pas les tissus ou matériaux environnants et pourrait tout aussi bien cesser d'elle-même avant d'atteindre les extrémités du corps.

## Une explication, l'effet de mèche
Les corps découverts entièrement ou partiellement réduits en cendres sont généralement présentés comme « inexplicables », donc impliquant une cause paranormale comme la combustion humaine spontanée, car ce phénomène ne s'observe habituellement pas en cas d'incendie ni après passage sur un bûcher funéraire ou dans un four crématoire : il reste une dépouille calcinée, ou au moins des fragments d’os. Or, des expériences ont montré que la réduction en cendres peut bel et bien se produire à la suite d'une mise à feu extérieure si certaines conditions sont réunies : il faut qu'il y ait embrasement à l'aide d'une petite quantité d'accélérant (produit hautement inflammable) ou d'une source ponctuelle de chaleur intense d'un cadavre vêtu, suffisamment « gras », qui se consume ensuite lentement. 
Une de ces expériences, dans laquelle le « cadavre » est une carcasse de porc dont la répartition en graisse se rapproche de celle d'un humain, a été filmée et présentée dans un documentaire de la chaîne Discovery Channel. 
Elle s'inspire d'un crime commis dans le sud de la France, dans lequel le corps d'une femme âgée avait été retrouvé presque entièrement réduit en cendres. Les coupables ayant été arrêtés, les circonstances de la mise à feu sont bien documentées : après avoir tué la victime lors d'une tentative de cambriolage, ils avaient versé sur le col de son vêtement le contenu d'une bouteille de parfum qui se trouvait à proximité, puis mis le feu au liquide avant de s'enfuir. Leur intention était d'incendier les lieux pour effacer toute trace de leur effraction ; mais le cadavre s'était consumé lentement à l'intérieur de la pièce close sans que le feu se communique à l'ensemble du local. La carcasse de porc fut placée dans un environnement reproduisant celui de la victime (tapis, meubles et télévision) pour rendre compte des traces (noircissement, déformation…) observées sur les lieux du crime à proximité du corps.
L'accélérant produit dans un premier temps une chaleur suffisante pour initier une combustion de la graisse mais, étant en faible quantité, il est vite épuisé et ne provoque pas d'incendie. C'est la graisse du corps qui prend le relais ; cette combustion, accompagnée de flammes très courtes, est propagée le long du corps par les vêtements, qui jouent le rôle de la mèche d'une bougie. Le processus, très long (plusieurs heures), nécessite une quantité suffisante de graisse, c'est pourquoi il touche en priorité la partie centrale du corps et peut laisser une partie des extrémités intactes. En dehors des crimes où la mise à feu est effectuée volontairement par le criminel, une mise à feu accidentelle à proximité d'une source de chaleur, telle une cigarette ou le foyer d'une cheminée, est envisageable après le décès naturel de la victime ou lorsque celle-ci se trouve dans l'incapacité de réagir, comme lors d'un coma éthylique.

## Quelques cas connus
Le docteur Joseph-Marie Socquet, au début du XIXe siècle dans son livre Essai sur le Calorique, énumère une douzaine de cas rapportés dans de sources diverses qu'il cite.
- 1731 : premier cas documenté : la comtesse Cornelia Zangheri Bandi est découverte réduite en cendres dans sa chambre. D'elle, subsiste seulement trois doigts, l'avant de son crâne et ses jambes. Aucun meuble de la pièce n'est brûlé, cependant beaucoup sont recouverts d'une couche grasse et malodorante. La disposition des draps semblent indiquer que la comtesse s'est réveillée à un moment de la nuit sans se rendormir par la suite. Cette étrange histoire est évoquée dans la préface du livre La Maison d'Âpre-Vent de l'écrivain britannique Charles Dickens.
- 1782 : une vieille dame est retrouvée en cendres à Caen.
- 1885 : à Noël, une femme est retrouvée calcinée dans sa cuisine et son mari asphyxié (famille Rooney).
- 1938 : une jeune fille prend feu et meurt dans une salle de bal à Chelmsford en Angleterre.
- 1951 : en Floride, Mary Reeser (en), une femme de 67 ans est retrouvée en cendres dans son appartement. Les experts ont évalué qu’une température de 2 500 degrés Celsius pendant une durée de 3 heures était nécessaire à une telle combustion. Des experts en pyromanie, des pathologistes et des agents du FBI n’ont pas trouvé d’explication.
- 1958 : le 7 avril, à Upton by Chester (en) en Angleterre, George Turner se consume spontanément dans son camion. Deux autres cas eurent lieu le même jour, au même instant.
- 1964 : en novembre, à Upper Darby en Pennsylvanie, Helen Conway, une femme de 51 ans est retrouvée incinérée sur son fauteuil, à l'exception de ses deux jambes intactes (après enquête, la photo a été prise une fois le buste enlevé par les ambulanciers et la combustion serait due à un endormissement cigarette allumée, ce cas-ci n'est donc pas valable).
- 1966 : le 5 décembre, le Dr John Irving Bentley, médecin à Coudersport (Pennsylvanie), a été retrouvé en cendres, provoquant un trou dans le plancher de sa salle de bain.
- 1967 : le 13 septembre à Londres, en Angleterre, un pompier retrouve un sans-abri nommé Robert Francis Bailey, en train de brûler au niveau de l’abdomen.
- 1968 : mai 1968, Glendale en Arizona, Andrew Patterson, éleveur, assiste impuissant à la combustion spontanée de deux de ses bêtes bovines.
- 1977 : Ginette Kazmierczak, mère de famille seule, dans le bourg lorrain d'Uruffe, est retrouvée carbonisée dans sa chambre. Seuls ses bras et ses jambes sont intacts[9].
- 1979 : lors du week-end de Thanksgiving, Beatrice Oczki, une femme de 51 ans est retrouvée carbonisée chez elle, aux États-Unis.
- 1980 : une jeune Anglaise brûle dans une discothèque à Darlington.
- 1982 : à Edmonton, dans les faubourgs de Londres le 15 septembre, Jack Saffin était assis dans sa cuisine avec sa fille, Jeannie Saffin, quand il aperçut un éclair lumineux. Il se retourna et il vit que le visage et les mains de celle-ci étaient en feu. Jeannie succomba à ses brûlures huit jours plus tard.
- 1986 : le 26 mars, à Ticonderoga aux États-Unis, George I. Mott, un ancien pompier de 58 ans est retrouvé complètement calciné sur son lit.
- 2010 : le corps de Michael Faherty, 76 ans, est retrouvé carbonisé le 22 décembre dans sa maison de Galway. Aucun accélérant ou indication de crime n'ont été retrouvés, et l'enquête conclut à un cas de combustion spontanée[10] bien que d'autres sources fassent remarquer que son corps a été retrouvé contre sa cheminée [11].
- 2013 : un cas de combustion spontanée est suspecté dans l'Oklahoma, sur la personne d'un sexagénaire retrouvé mort calciné dans sa cuisine, mais sa forte consommation de tabac et d'alcool est plus généralement évoquée[12].
- 2013 : Rahul, un enfant indien âgé de trois mois, se serait enflammé pour la quatrième fois depuis sa naissance. Les médecins du Kilpauk Medical College, dans la ville de Madras, évoquent l'hypothèse que des gaz sécrétés par la peau de l'enfant seraient la cause de cet étrange phénomène[13].
- 2020 : le corps d'une femme de 55 ans a été retrouvé en partie calcinée à son domicile situé Villiers-sur-Marne dans le Val-de-Marne, l'enquête conclut à un accident domestique[14].

## Dans les arts

### Littérature
- Wieland (1798) de Charles Brockden Brown semble être le premier roman ayant relaté, dans un style « gothique » une combustion humaine spontanée, en s'inspirant du cas de la combustion Don Gio Maria Bertholi en 1776.
- Jacob fidèle, ou les Marins d'eau douce (Jacob faithful)(1834)  de Frederick Marryat.
- Kernok le pirate (1830) d'Eugène Sue. Devenu un vieillard solitaire alcoolique, le capitaine Kernok meurt de combustion spontanée.
- Les Âmes mortes (1842) de Nicolas Gogol. Un forgeron y meurt de combustion spontanée : « Il prit feu de lui-même. Quelque chose dans son corps dut s'enflammer. Il avait dû trop boire. De lui sortait juste une flamme bleue, et il se consuma, se consuma, devenant noir comme du charbon. »

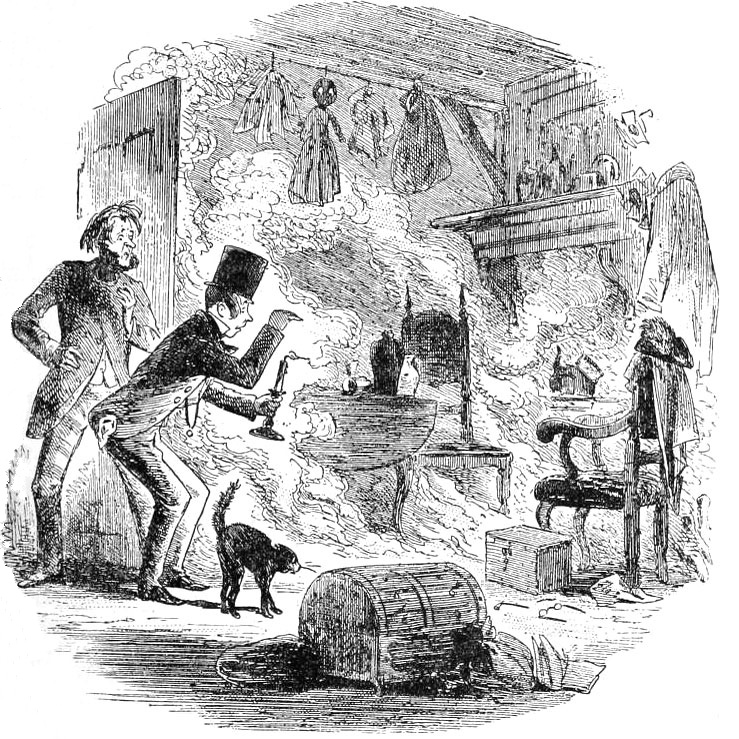
Découverte des restes calcinés de Krook, épisode de La Maison d'Âpre-Vent de Charles Dickens.

- Redburn (1849) d'Herman Melville : un matelot ivre-mort s'enflamme et brule sur le pont d'un navire.
- La Maison d'Âpre-Vent (Bleak House) (1852) de Charles Dickens : Le chiffonnier Krook, imbibé de gin, y meurt dévoré par les flammes. « Appelez cette mort comme vous voudrez, prétendez qu'elle aurait pu être évitée comme vous voudrez, c'est éternellement la même mort interne, innée, engendrée par les humeurs corrompues du corps vicié lui-même et de lui seul … la Combustion Spontanée. »
- Un capitaine de quinze ans (1878) de Jules Verne. Là encore il s'agit de la combustion d'un alcoolique.
- Le Docteur Pascal (1893) d'Émile Zola. Ce dernier roman de la série des Rougon-Macquart, présente le cas d'un vieil ivrogne, quotidiennement imbibé d'eau de vie, qui se consume complètement. Zola indique que c'est le tabac incandescent d'une pipe renversée qui est à l'origine de cette combustion, et que celle-ci a pu se propager à l'ensemble du corps par la présence massive d'alcool[15].
- Combustion (1998) de Patricia Cornwell évoque le cas de Mary Reeser et reprend l'hypothèse selon laquelle une fibre végétale peut faire office de mèche et provoquer lentement la combustion, à haute température, des chairs humaines.
- Le Violon du diable (2004) [Brimstone] de  Douglas Preston et Lincoln Child, met en scène un meurtrier qui tente de faire passer ses meurtres pour des cas de combustion spontanée causés par le diable lui-même.
- Outsphere (2018) de Guy-Roger Duvert : Des terriens arrivent sur une nouvelle planète appelée Eden, où de très nombreux cas de combustions spontanées surgissent quelques semaines après leur arrivée.

### Manga
Dans le manga Fire Force de Atsushi Ōkubo, le phénomène de combustion  spontanée est au cœur de l'intrigue puisque les protagonistes luttent contre ces torches humaines devenues folles.

### Cinéma
- 1984 : Spın̈al Tap, de Rob Reiner
- 1990 : Spontaneous Combustion, de Tobe Hooper
- 2002 : Rok ďábla de Petr Zelenka.
- 2010 : Détective Dee : Le Mystère de la flamme fantôme, de Tsui Hark
- 2013 : Iron man 3, de Shane Black

### Séries télévisées
- 1993 : X-Files : Aux frontières du réel , saison 1, épisode 12.
- 1996 : Brigade des mers, série australienne, saison 1, épisode 3.
- 1997 : Buffy contre les vampires, saison 1, épisode 3.
- 1999 : Combustion spontanée, saison 3, épisode 2 South Park écrite par Trey Parker.
- 2007 : Eureka, saison 2, épisode 1.
- 2020 : Moloch est une minisérie réalisée par Arnaud Malherbe.
- 2022 : Riverdale, saison 6, épisode 10.
- 2023 : Astrid et Raphaëlle, saison 4, épisode 2.